# 10公分40年式噴煙者
10公分40年式噴煙者是一種納粹德國在第二次世界大戰期間使用的重型迫擊炮。就像美國的4.2英寸M2化学迫擊砲，它的目的是傳送化學性彈藥，如氣體或煙霧彈，以及普通的高爆性砲彈。於三十年代後期萊茵金屬建造了兩款原型，51及52式噴煙者，來建造一種比10公分35年式噴煙者更精確，射程更遠的武器。10公分35年式噴煙者能發射重近7.38公斤的炮彈，10公分40年式噴煙者使用的炮弹比前者稍重，但是其射程却是前者两倍。然而，後者的體重比起35年式重超過八倍。
這是一個創新的後裝式武器設計，它有一對方便運輸的車輪，但車輪無論在任何時候都不能拆除。它取代了10公分40年式噴煙者，加入到德軍的化學部隊。1941年起，10公分40年式噴煙者由15公分41年式噴煙者所取替。

## 作戰歷史
1941年底，10公分40年式噴煙者開始代替35年式加入噴煙者營和第十山地迫擊炮營（德語：Gebirgs-Werfer-Abteilung）再加上一個示範團（德語：Nebel-Lehr Regiment），然後於北非戰場、芬蘭戰役與巴巴羅薩行動中服役。

## 外部連結
- mortar page from TM-E 30-451 德國軍事力量孤立哨兵手冊（页面存档备份，存于）